# 2024년 하계 올림픽 몰도바 선수단
2024년 하계 올림픽 몰도바 선수단은 2024년 7월 26일부터 8월 11일까지 프랑스 파리에서 열린 2024년 하계 올림픽에 참가한 올림픽 몰도바 선수단이다.
이는 소련 붕괴 후 국가가 8회 연속 하계 올림픽에 출전하는 것이 된다.

## 출전 선수
| 종목   | 남자 | 여자 | 전체 |
| ------ | ---- | ---- | ---- |
| 레슬링 | 4    | 3    | 7    |
| 사격   | 0    | 1    | 1    |
| 수영   | 1    | 1    | 2    |
| 승마   | 0    | 1    | 1    |
| 양궁   | 1    | 1    | 2    |
| 역도   | 1    | 0    | 1    |
| 유도   | 3    | 0    | 3    |
| 육상   | 2    | 3    | 5    |
| 카누   | 1    | 2    | 3    |
| 탁구   | 1    | 0    | 1    |
| 전체   | 14   | 12   | 26   |

## 메달 집계
| 종목 | 1 | 2 | 3 | 합계 |
| 종목 | ' | ' | ' | '    |
| 종목 | ' | ' | ' | '    |
| 종목 | ' | ' | ' | '    |
| 합계 | ' | ' | ' | '    |

## 같이 보기
- 2024년 하계 올림픽